# L’Arche
L’Arche (pol. Arka) – międzynarodowa federacja wspólnot o orientacji religijnej, będąca organizacją pozarządową, której fundamentem jest współpraca i pomoc osobom niepełnosprawnym intelektualnie. W 1964 roku została założona pierwsza wspólnota L’Arche, której twórcą był Jean Vanier; stworzona została w duchu rzymskokatolickim. Siedzibę zlokalizowano we wsi Trosly (ok. 100 km na północ od Paryża), we Francji. Obecnie (stan na: 2019.05) na świecie istnieją 154 wspólnoty, działające w 38 państwach.

## Założenia

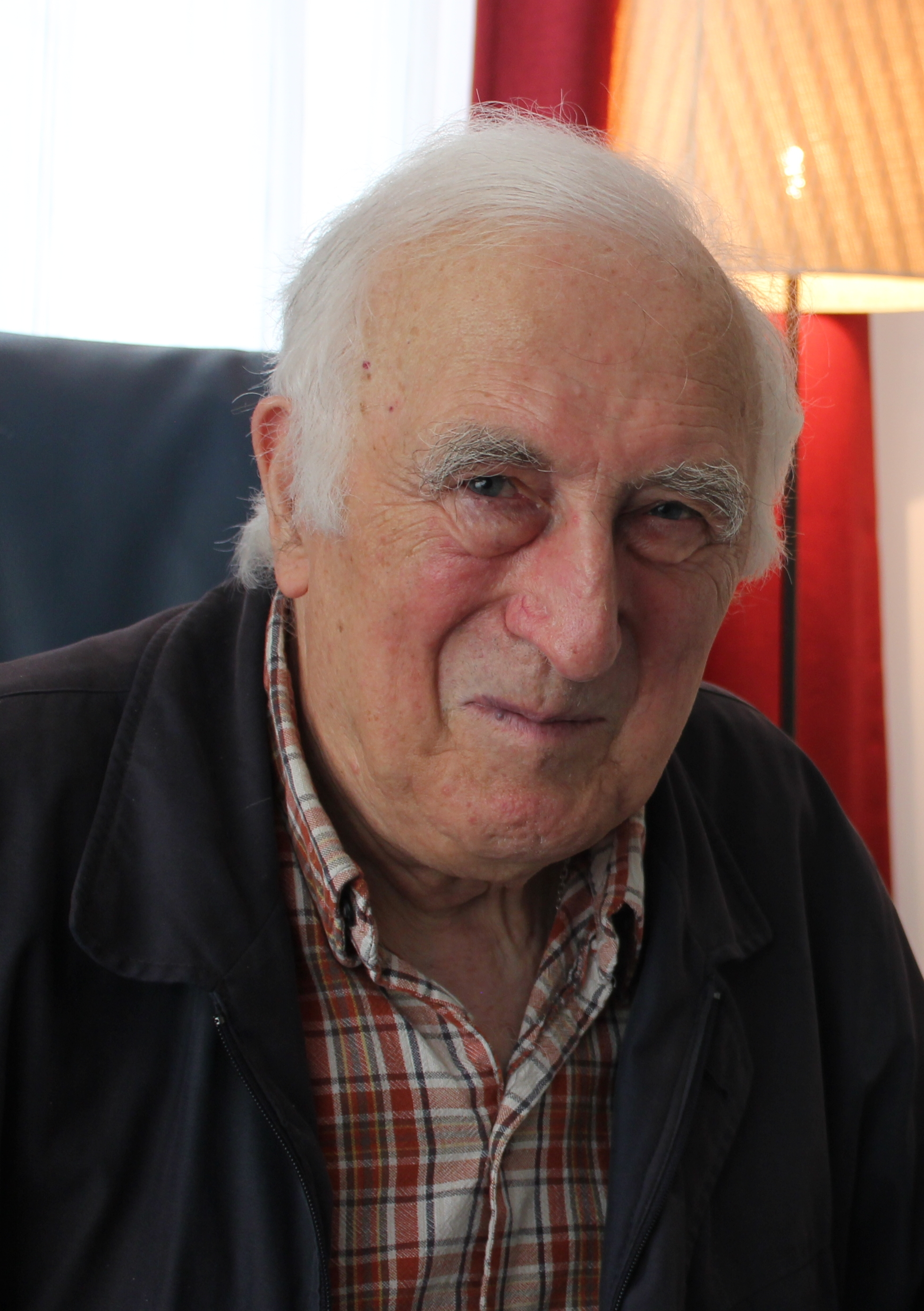
Jean Vanier (2012)

Misją L’Arche jest głoszenie wartości każdej osoby bez względu na jej sprawność intelektualną. Życie Wspólnot opiera się na tworzeniu relacji między asystentami i osobami z niepełnosprawnością. Wspólnoty są miejscem akceptacji słabości i wezwaniem do rozwoju wszystkich ich członków. Wspólnoty L’Arche prowadzą małe domy pomocy społecznej, mieszkania chronione, placówki terapeutyczne i ośrodki wsparcia dziennego (Warszawa). W domach L’Arche asystenci mieszkają razem z osobami z niepełnosprawnością intelektualną i dzielą z nimi codziennym życiem.

Słabość to dar, szansa, a nawet siła, która zbliża ludzi do siebie oraz wyzwala dobro.

## Polska
L’Arche powstała w Polsce w 1981 roku i działa jako organizacja niedochodowa. W 2024 L’Arche Polska składała się z pięciu wspólnot i dwóch projektów nowej wspólnoty.
Wspólnoty
- Śledziejowice (od 1981)[8]
- Poznań (od 1994)[3]
- Wrocław (od 1998)[9]
- Warszawa (od 2012)[10]

- Gdynia (od 2021)[11]

## Wykorzystywania seksualne kobiet
22 lutego 2020 r. kierownictwo L’Arche International poinformowało w komunikacie prasowym o wynikach dochodzenia, które na ich zlecenie przeprowadziła niezależna brytyjska organizacja GCPS w sprawie działalności Jeana Vaniera oraz jego związków z ojcem Thomasem Philippe’em, którego uważał za swojego duchowego mentora. Dochodzenie objęło lata 1970–2005 i ujawniło wiarygodne i spójne świadectwa sześciu dorosłych kobiet, z których każda poinformowała, że Jean Vanier, prowadząc podwójne życie, nawiązał z nimi stosunki seksualne. Kobiety nie miały wzajemnie wcześniej żadnej wiedzy o sobie. Zgłosiły podobne fakty wykorzystywania seksualnego, manipulacji w sferze emocjonalnej. Relacje wywarły znaczący negatywny wpływ na ich życie osobiste i późniejsze relacje. Potwierdzono również podjęcie przez Jeana Vaniera pewnych dewiacyjnych, pseudomistycznych teorii i praktyk ojca Thomasa Philippe’a. Wśród wykorzystanych były wolontariuszki i siostry zakonne. Publikując komunikat, przedstawiciele L’Arche podkreślali, że wśród wykorzystywanych kobiet nie było niepełnosprawnych.